# بار (مکان)

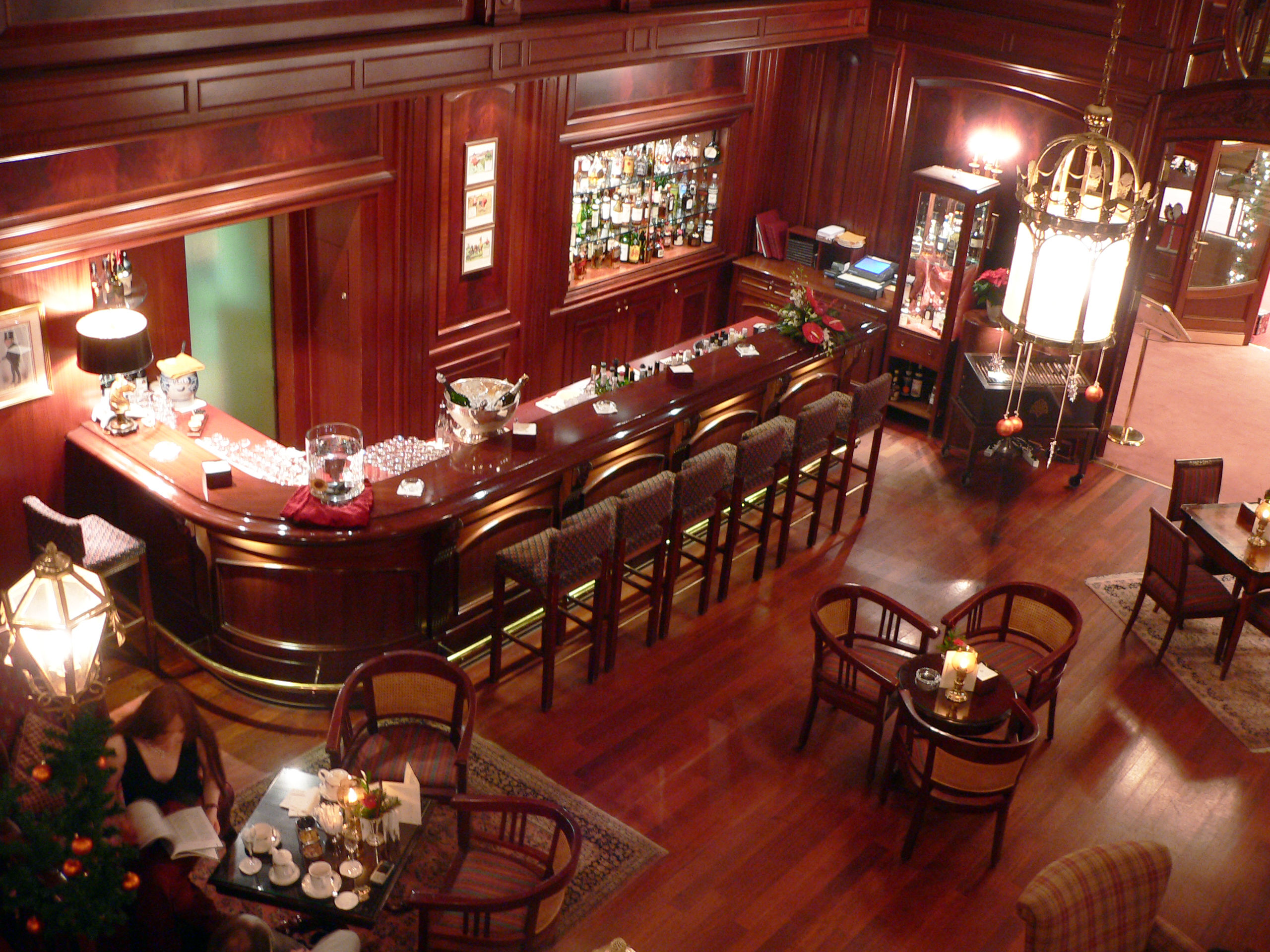
یک بار سوئیسی

بار (به انگلیسی: bar) یا پاویون (گاهی به آن میکده یا میخانه نیز گفته می‌شود) محلی برای فروش و نوشیدن نوشیدنیهای سرد و گرم و به‌طور معمول الکلی مانند آبجو، شراب و انواع کوکتل و غیر الکلی مانند آب میوه و قهوه است.